# Ґонґоліна (Мінський повіт)
Ґонґоліна (пол. Gągolina) — село в Польщі, у гміні Сенниця Мінського повіту Мазовецького воєводства.
Населення — 83 особи (2011).
У 1975-1998 роках село належало до Седлецького воєводства.

## Демографія
Демографічна структура станом на 31 березня 2011 року:
|          | Загалом | Допрацездатний вік | Працездатний вік | Постпрацездатний вік |
| -------- | ------- | ------------------ | ---------------- | -------------------- |
| Чоловіки | 49      | 17                 | 28               | 4                    |
| Жінки    | 34      | 8                  | 20               | 6                    |
| Разом    | 83      | 25                 | 48               | 10                   |